# 上海市市标
上海市市标，是中华人民共和国上海市所使用的城市标志。

## 设立
1990年9月28日，经过会议审议，上海市第九届人民代表大会常务委员会第二十一次会议批准了以市花白玉兰、沙船和螺旋桨组成的三角形图案为上海市市标，但没有作出决定或决议的形式。1991年2月9日，上海市人民政府颁布《上海市市标制作使用管理暂行规定》，此后经1997年12月19日上海市人民政府第54号令修正，现行有效至今。

## 设计
上海市市标是以市花白玉兰、沙船、螺旋桨三者组成的三角形图案。上海市市标以螺旋桨图案为背景，象征上海是不断前进的城市；图案中心为扬帆起航的五桅沙船，沙船是上海历史上最古老的船型，寓意上海作为港口城市历史悠久；沙船的背景是一朵盛开的白玉兰，表示上海的勃勃生机。

## 使用
根据《上海市市标制作使用管理暂行规定》，凡制作、销售有市标图案的物品，必须经市人民政府办公厅批准，并由市人民政府办公厅指定有关企业负责制作、销售；凡作为市人民政府奖品或者礼品的，由市人民政府办公厅负责监制；建造以市标为内容的浮雕、立体雕塑，必须经有关管理部门同意，并报上海市人民政府办公厅批准；任何单位和个人不得擅自制作、销售有市标图案的物品。对违反者，由工商行政管理部门处以3万元以下的罚款。
有市标图案的物品，可以奖励上海市全市各行业的先进分子、赠给为上海市建设作出贡献的国际友人、社会贤达、赠给来上海市访问的具有相当级别的外国代表团和来本市参加各类大型活动或者重要会议的代表。上海市人民代表大会常务委员会、上海市人民政府等市级机关大门前，或者在车站、码头、机场及其他公共游览场所，可设置市标浮雕和立体雕塑；在上海市机关、企业事业单位的礼堂、会场等适宜而又需要的场所，可悬挂市标徽章。
经上海市人民政府办公厅批准，上海市市标可以用于上海市市级机关颁发的有关荣誉证书和奖状，上海市市级机关对外使用的信封、信笺、请柬，介绍上海市风土人情及有关的出版物，代表上海市参加正式国际比赛的体育代表团的入场服装，上海市全市性重大庆祝、纪念活动和大型文化、体育活动及大型展览会、展销会的旗帜及其他经上海市人民政府办公厅许可的物品。此外，市标图案不得作为商标或者广告，凡已悬挂中华人民共和国国徽的地方，不得悬挂市标徽章。